# 丸山芳介
丸山 芳介（まるやま よしすけ、1855年6月12日（安政2年4月28日） - 1922年（大正11年）10月11日）は、日本の武士（会津藩士）、実業家、政治家である。戊辰戦争を戦ったのち、土木請負業を営む実業家となり、姫路において各種事業に関わる。姫路市商業会会長、衆議院議員一期。

## 生涯

### 少年藩士から実業家
会津藩藩士の丸山家に次男として生まれる。父は丸山玄斎。日新館に学び、会津戦争では会津若松城に籠城して戦った。池上三郎や南清は戦友である。戦後に上京し南摩綱紀門下となったのち、北海道で開拓に従事する。ここで島田組幹部大三輪長兵衛に知られ、その帰郷に従って同社に入社したものの、ほどなく同社は倒産し、苦渋の時代が続いた。土木請負事業を志していた丸山にとって、転機は山陽鉄道技監となっていた南清との再会であった。丸山は山陽鉄道の土木工事請負を契機に、播但鉄道、南海鉄道、阪鶴鉄道の土木工事を成功させた。事業は関西方面にとどまらず、北海道でも函樽鉄道の土木工事を請負っている。

### 姫路時代
姫路商業会会長
丸山は1892年（明治25年）から姫路に居住した。 日露戦争において留守第十師団長（姫路）を務めた柴野義広は、大塚武臣（姫路市長）に製革事業を勧める。この背景には姫路がかつて革細工の産地であったこと、捕虜に製革技術に通じたものがいたこと、日本製軍靴の品質に問題があったことなどが挙げられる。丸山はこの事業を引き受け、捕虜を雇い入れて姫路製革所を開いた。製革所は日英博覧会名誉金牌、世界博覧会最高賞を受賞するなど高品質な革製品を産み出した。伊藤長次郎、川西清兵衛などの出資を受けて事業規模を拡大し、当初の製革所は山陽皮革となり、川西が社長に就任し、丸山は常務として経営にあたった。この他播磨水力電気（監査役）、山陽水力電気（監査役）、姫路海産物青物定市場（社長）、姫路信用組合（現姫路信用金庫）の設立に携わり、姫路倉庫、姫路米穀取引所などの役員を勤める。1911年（明治44年）には姫路商業会を設立し、会長に就任した。
政治家
1906年（明治39年）に姫路市会議員となり、次いで兵庫県会議員に選出される。丸山の所属政党は立憲国民党で、党兵庫県支部幹事のほか、郡部会副議長、同議長を歴任した。 1915年（大正4年）の総選挙に姫路市から立候補し、長田秋濤、砂川雄峻を破って当選。帝国議会では精算委員、特産法制定委員であった。 第三十七回帝国議会では公友倶楽部の結成に加わり、常任幹事を務める。勲四等の叙勲を受けているが、これは第一次世界大戦での貢献を認められたためである。
人材育成
丸山は所縁の地の後進育成に私財を投じている。姫路高等女学校、姫路商業の創立にあたっては当局と折衝を行い、開校に貢献。また土地、金品を寄付している。会津会会員、稚松会賛助員でもあり、丸山の援助で大学を卒業した同郷人もいた。